# Ferdinand Kauer
Ferdinand Kauer (* 18. Jänner 1751 in Kleintajax bei Znaim; † 13. April 1831 in Wien) war ein österreichischer Komponist und Dirigent.
Als Sohn eines Schullehrers aus dem westslowakischen Tyrnau begann er ein Medizinstudium. Ohne dieses zu beenden, zog er nach Wien und widmete sich fortan ausschließlich der Musik. Zu Beginn lebte er vom Klavierunterricht und studierte nebenbei Musik. Beim Leopoldstädter Theater von Karl von Marinelli wurde er 1795 Kapellmeister und erster Violinist und übernahm auch die Leitung der Singschule.
Im Laufe seines Lebens schuf er über 200 Opern und Singspiele, wie „Das Donauweibchen“ (1798), „Die Sternenkönigin“ und andere Kompositionen, wie etwa über 20 Messen, Requiems, Symphonien, Quartetten, Konzerte und dgl. mehr. So sind Kauers „Neue Ungarische Tänze“ die frühesten Dokumente für Streicher-Ensemble in der Geschichte der Verbunkos-Musik und wurden anlässlich der Krönung von Kaiser Franz I. zum König von Ungarn 1792 geschrieben.
Trotz Kauers großer musikalischer Produktivität verarmte er ab 1820. Beim großen Donauhochwasser am 1. März 1830 wurde seine Wohnung überflutet. Dabei wurde sein gesamter Besitz zerstört, unter anderem die meisten seiner werklichen Aufzeichnungen. Ein Jahr später starb er verarmt.
Ihm zu Ehren wurde in Wien Rudolfsheim-Fünfhaus (15. Bezirk) die Kauergasse benannt. Kauer gilt als Vorbild für die Figur des „Armen Spielmanns“ von Franz Grillparzer. Indirekt ist seit 1968 die Spielmanngasse im 20. Bezirk Brigittenau nach ihm benannt.